# Bombardements de Bucarest pendant la Seconde Guerre mondiale
Bombardements en Roumanie pendant la Seconde Guerre mondiale
Les bombardements de Bucarest pendant la Seconde Guerre mondiale sont principalement des bombardements alliés visant des cibles ferroviaires (en) et ceux de la campagne pétrolière de la Seconde Guerre mondiale. Ces opérations aériennes comprennent également un bombardement de l'Allemagne nazie après le coup d'État de 1944. Bucarest stocka et distribua une grande partie des produits pétroliers raffinés de Ploiești,.
La première opération débute par 17 bombardements aériens, le premier étant celui du 4 avril 1944. Les bombardements sont menés sur une période d'environ 4 mois par l'US Air Force et la British Royal Air Force, avec environ 3 640 bombardiers de différents types, accompagnés d'environ 1 830 chasseurs. En dommages collatéraux, 5 524 habitants perdent la vie, 3 373 sont blessés et 47 974 se retrouvent sans abri.
La deuxième opération est exécutée par la Luftwaffe allemande en représailles au changement de camp de la Roumanie (immédiatement après la chute du régime fasciste dirigé par Ion Antonescu à la suite d'un coup d'État), et a lieu du 23 au 26 août 1944.
Compte tenu du grand nombre de victimes et de dégâts causés, les bombardements aériens de 1944 représentent la plus grande tragédie de l'histoire de Bucarest au XXe siècle.

## Galerie de photos

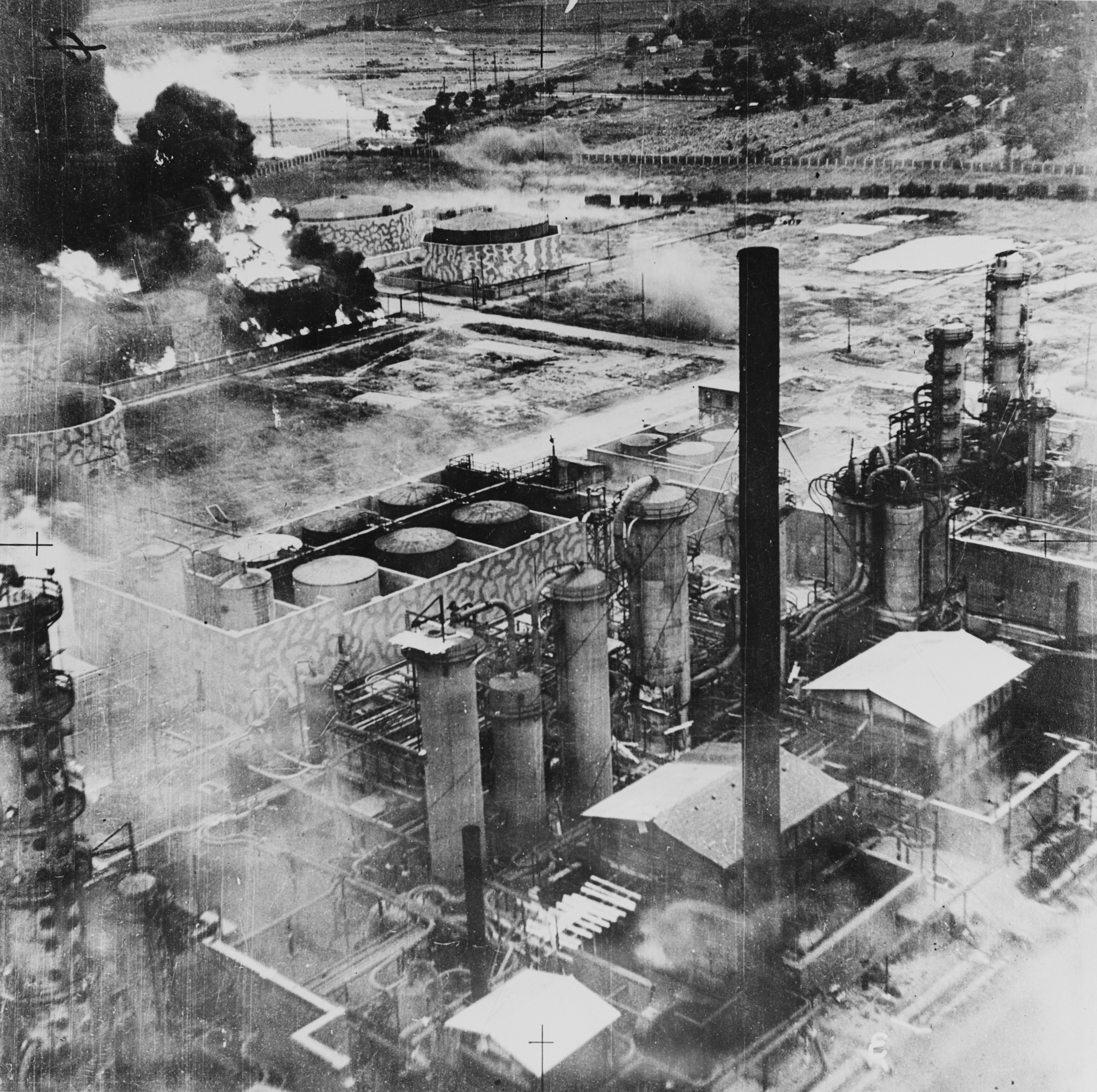
Les réservoirs de stockage de pétrole de la raffinerie Columbia Aquila brûlent après le raid des bombardiers B-24 Liberator de l'USAAF. Certaines des structures ont été camouflées.
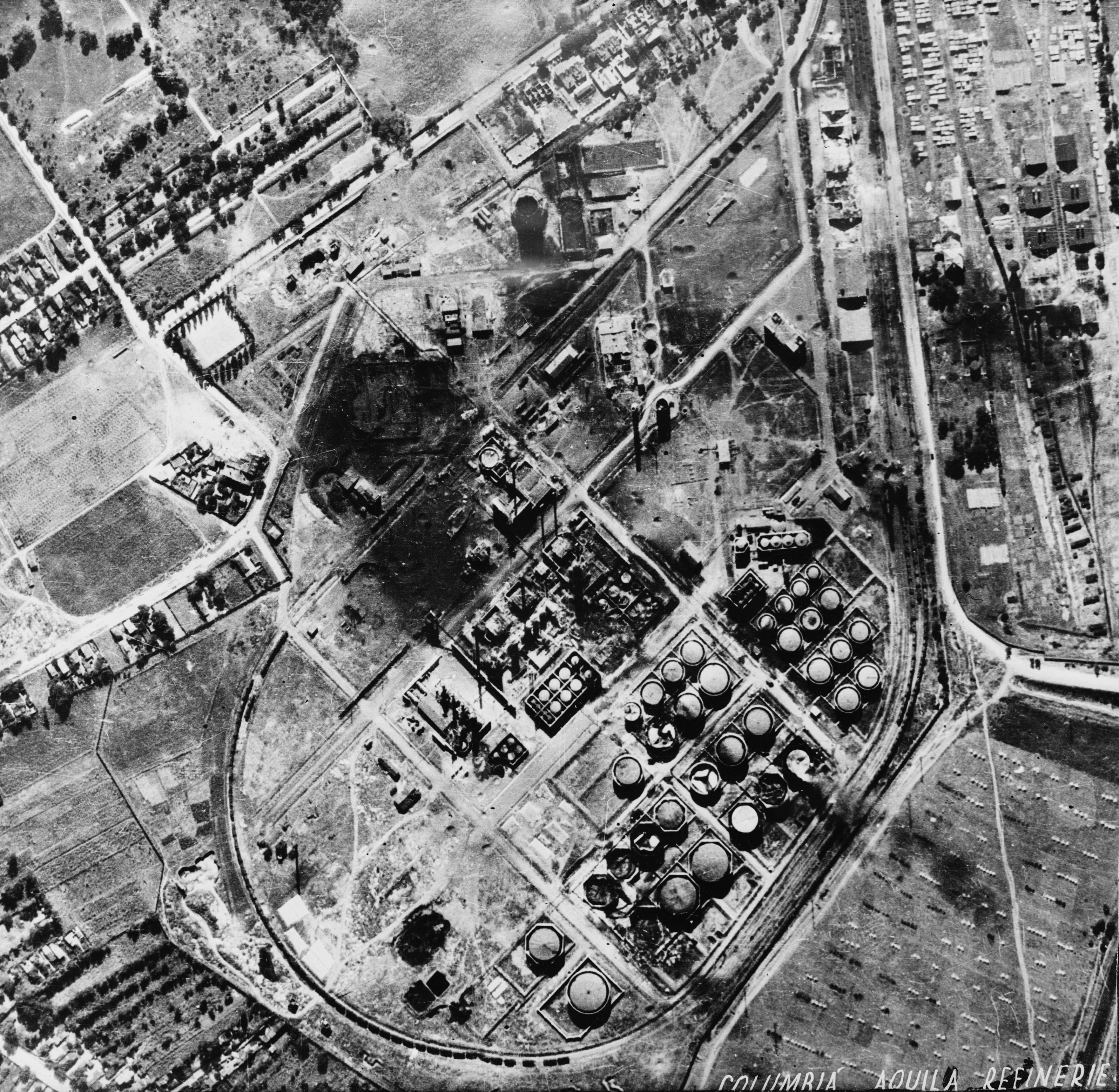
Dommages causés par les bombes visibles dans la raffinerie Columbia Aquila à Ploiești, Roumanie.
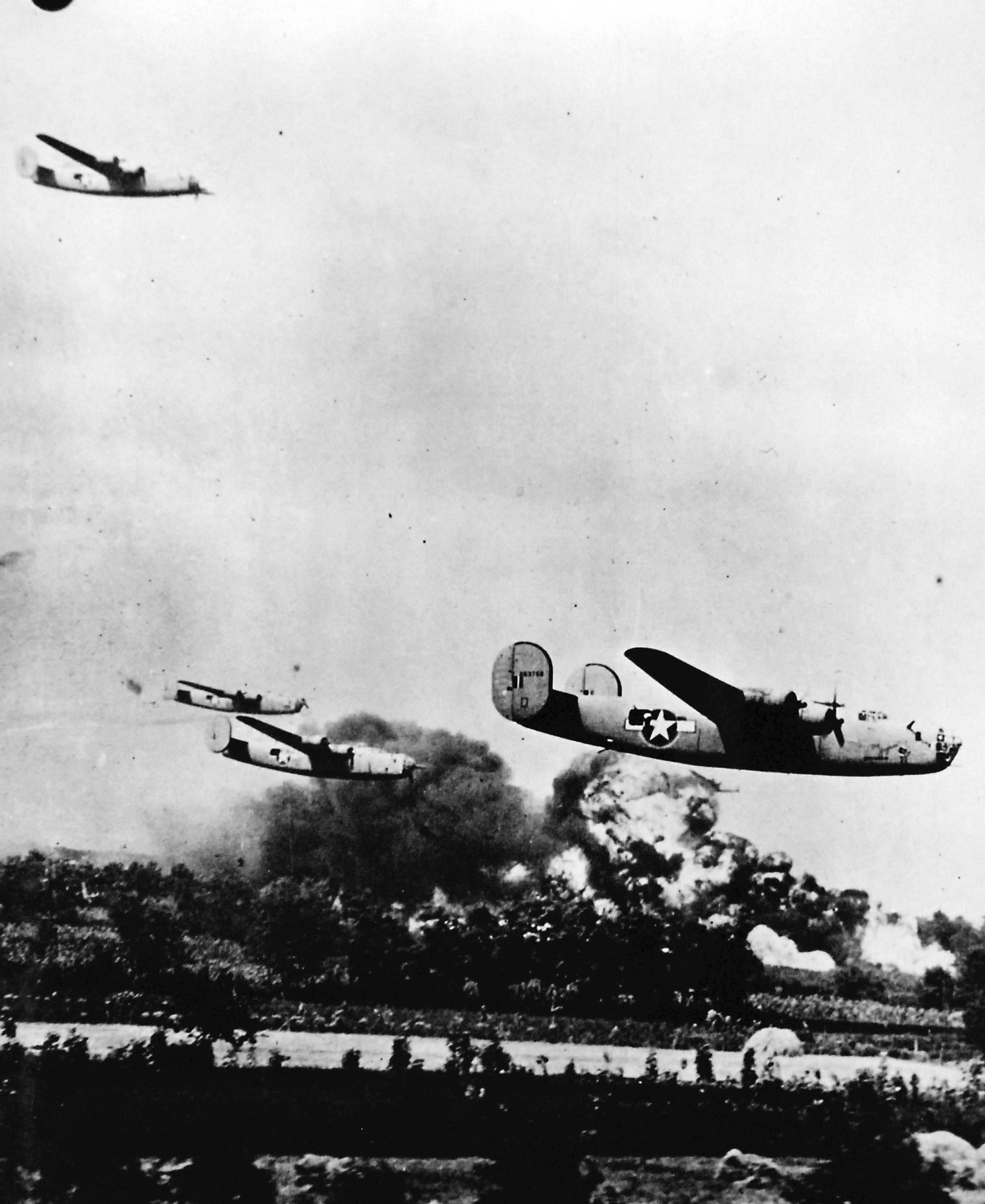
B-24 Liberator à basse altitude en approche des raffineries de pétrole de Ploiești, Roumanie, 1er août 1943.
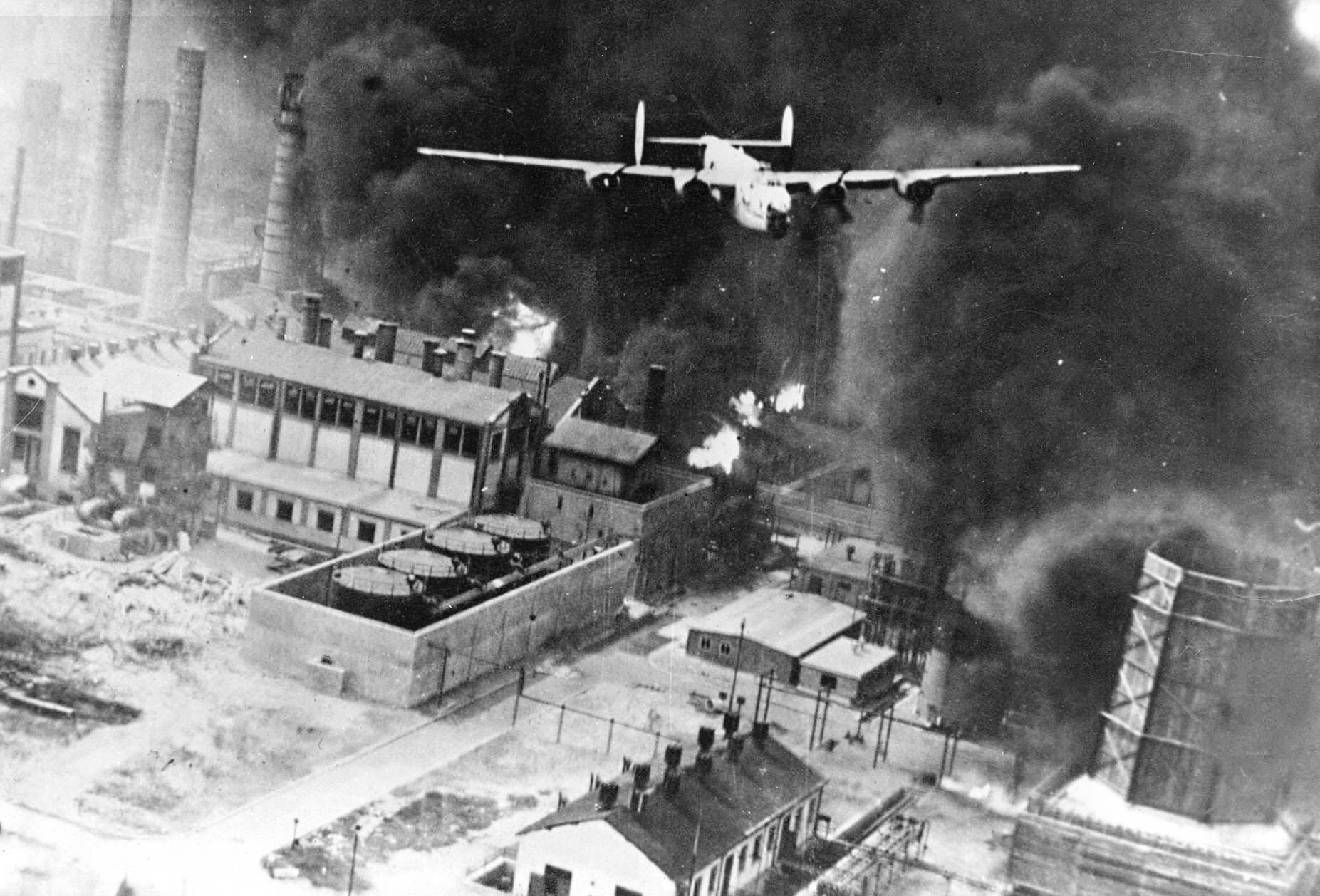
L'un des B-24 participant aux bombardements de l'opération Tidal Wave au-dessus d'une raffinerie de pétrole en feu à Ploiești, Roumanie, 1er août 1943.
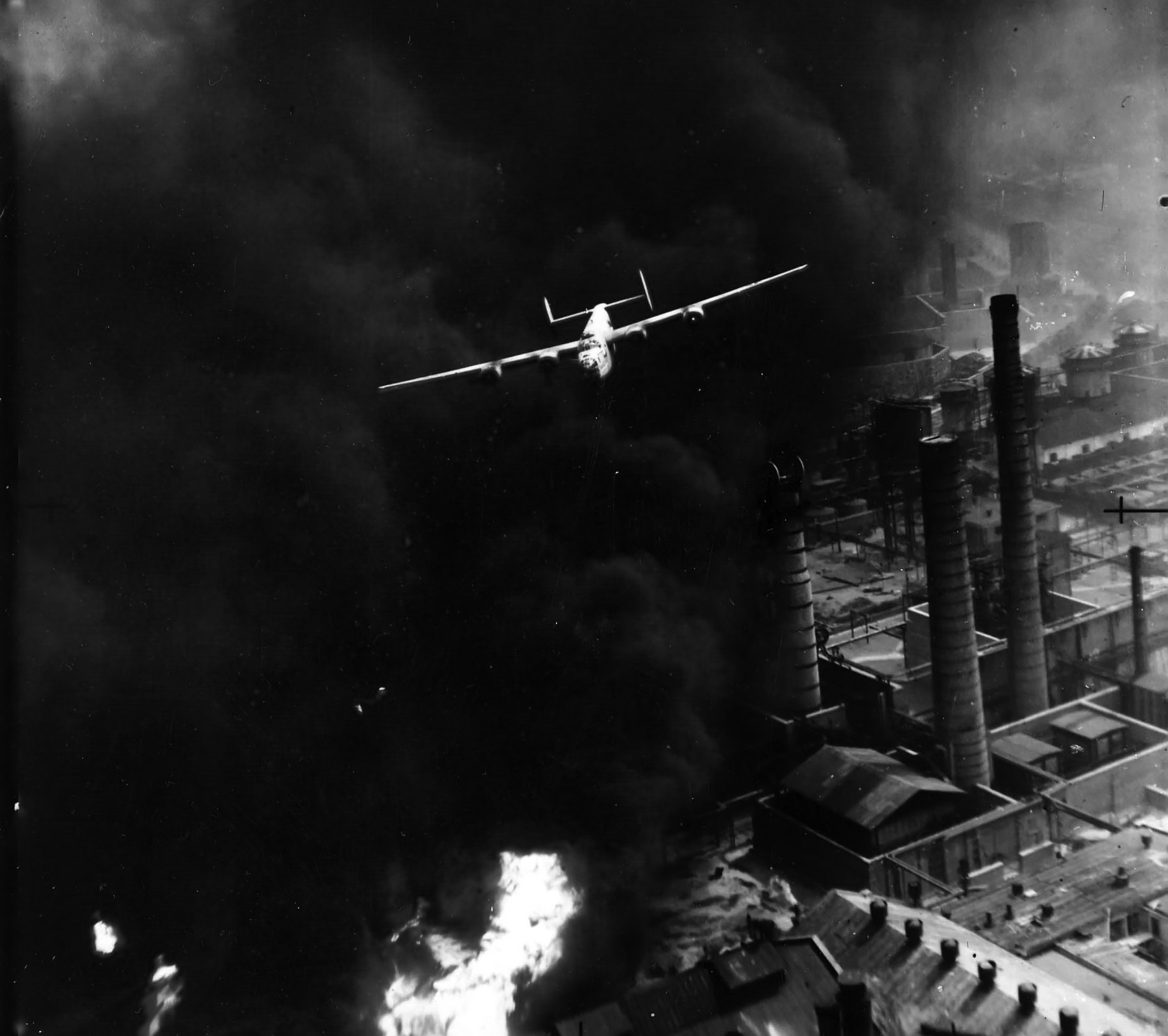
Le Sandman B-24, piloté par Robert Sternfels, émergeant d'un nuage de fumée lors de l'opération Tidal Wave.
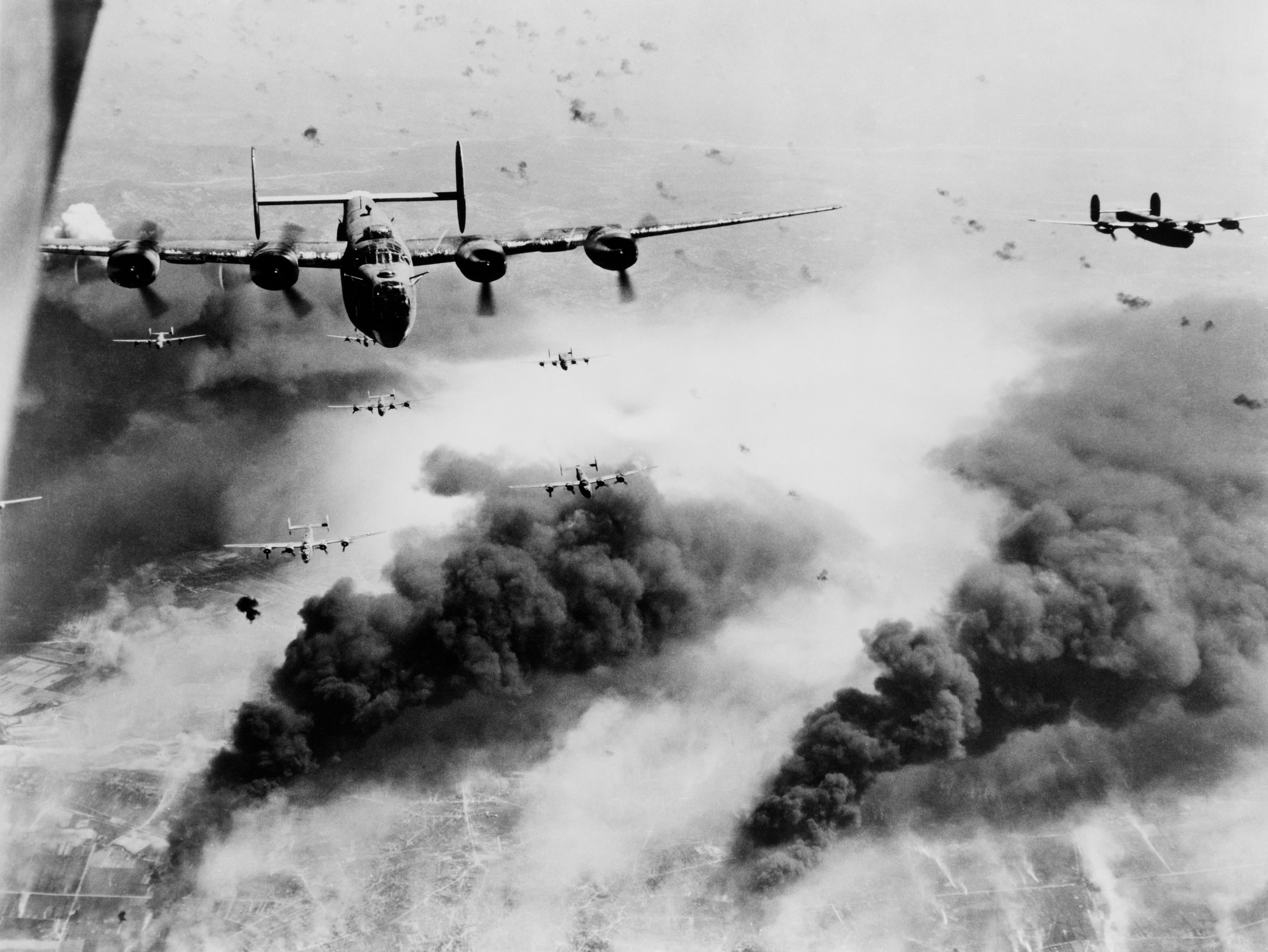
« Les B-24 de la 15e Air Force quittent Ploiești, en Roumanie, après l'une des longues séries d'attaques contre la cible pétrolière n ° 1 en Europe » (légende du Musée national).